# Java Persistence Query Language
Java Persistence Query Language (JPQL) — платформенно-независимый объектно-ориентированный язык запросов, являющийся частью спецификации Java Persistence API (JPA).
JPQL используется для написания запросов к сущностям, хранящимся в реляционной базе данных. JPQL во многом похож на SQL, но в отличие от последнего, оперирует запросами, составленными по отношению к сущностям JPA, в отличие от прямых запросов к таблицам базы данных.
В дополнение к получению объектов (SELECT-запросы), JPQL поддерживает запросы, основанные на операторах UPDATE и DELETE.

## Примеры
Предположим, имеются JPA-сущности, определённые следующим образом (методы установки и получения значения свойств для простоты опущены):
```
@Entity

public
 
class
 
Author
 
{

    
@Id

    
private
 
Integer
 
id
;

    
private
 
String
 
firstName
;

    
private
 
String
 
lastName
;

    

    
@ManyToMany

    
private
 
List
<
Book
>
 
books
;

}

@Entity

public
 
class
 
Book
 
{

    
@Id

    
private
 
Integer
 
id
;

    
private
 
String
 
title
;

    
private
 
String
 
isbn
;

    

    
@ManyToOne

    
private
 
Publisher
 
publisher
;

    

    
@ManyToMany

    
private
 
List
<
Author
>
 
authors
;

}

@Entity

public
 
class
 
Publisher
 
{

    
@Id

    
private
 
Integer
 
id
;

    
private
 
String
 
name
;

    
private
 
String
 
address
;

    
@OneToMany
(
mappedBy
 
=
 
"publisher"
)

    
private
 
List
<
Book
>
 
books
;

}

```

Следующий запрос позволяет получить список авторов, упорядоченных в алфавитном порядке:
```
SELECT
 
a
 
FROM
 
Author
 
a
 
ORDER
 
BY
 
a
.
firstName
,
 
a
.
lastName

```

Запрос для получения списка авторов, когда-либо опубликованных издательством «XYZ Press»:
```
SELECT
 
DISTINCT
 
a
 
FROM
 
Author
 
a
 
INNER
 
JOIN
 
a
.
books
 
b
 
WHERE
 
b
.
publisher
.
name
 
=
 
'XYZ Press'

```

JPQL поддерживает именованные параметры, которые начинаются с двоеточия (:). Функция, возвращающая список авторов с данной фамилией будет выглядеть следующим образом:
```
import
 
javax.persistence.EntityManager
;

import
 
javax.persistence.Query
;

...

@SuppressWarnings
(
"unchecked"
)

public
 
List
<
Author
>
 
getAuthorsByLastName
(
String
 
lastName
)
 
{

    
String
 
queryString
 
=
 
"SELECT a FROM Author a "
 
+

                         
"WHERE LOWER(a.lastName) = :lastName"
;

    
Query
 
query
 
=
 
getEntityManager
().
createQuery
(
queryString
);

    

    
query
.
setParameter
(
"lastName"
,
 
lastName
.
toLowerCase
());

    
return
 
query
.
getResultList
();

}

```

## Hibernate Query Language
JPQL основан на Hibernate Query Language (HQL), более раннем не стандартизованном языке запросов, включённом в библиотеку объектно-реляционного отображения Hibernate.
Hibernate и HQL были созданы до появления спецификации JPA.
JPQL является подмножеством языка запросов HQL.